# Paul Tan Chee Ing
Paul Tan Chee Ing SJ (Muar, 5 de abril de 1940) é um ministro malaio e bispo católico romano emérito de Melaka-Johor.
Paul Tan Chee Ing foi ordenado sacerdote em 21 de junho de 1971. Em 2 de fevereiro de 1979 foi incardinado com sua primeira profissão na ordem jesuíta. Fez a profissão perpétua em 15 de agosto de 1989.
Em 13 de fevereiro de 2003, o Papa João Paulo II o nomeou Bispo de Malaca-Johor. O delegado apostólico na Malásia, Dom Adriano Bernardini, concedeu-lhe a consagração episcopal em 15 de maio do mesmo ano; Os co-consagradores foram James Chan Soon Cheong, ex-bispo de Melaka-Johor, e Anthony Soter Fernandez, arcebispo de Kuala Lumpur.
O Papa Francisco aceitou sua aposentadoria em 19 de novembro de 2015.